# Sven Linck
Sven Linck war ein dänischer Segler.

## Erfolge
Sven Linck nahm in der 6-Meter-Klasse an den Olympischen Spielen 1928 in Amsterdam teil. Als Crewmitglied der Hi-Hi belegte er den zweiten Platz hinter der Norna aus Norwegen von Johan Anker und vor der Tutti V aus Estland von Nikolai Vekšin und erhielt somit neben Aage Høy-Petersen, Niels Møller und Peter Schlütter sowie Skipper Vilhelm Vett die Silbermedaille.